# Burg Pieusse

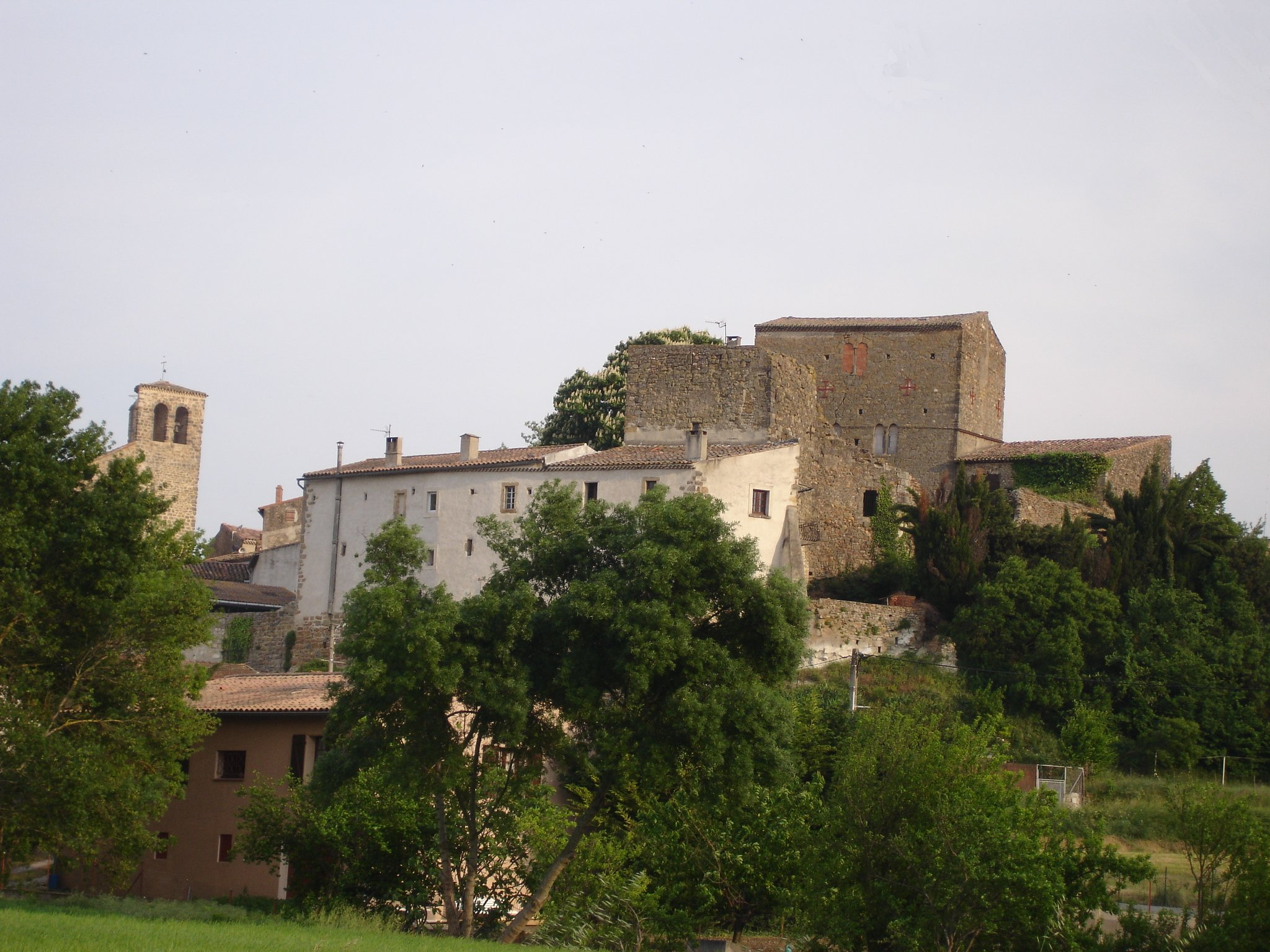
Ansicht der Burg Pieusse von Nordwesten

Die Burg Pieusse (französisch Château de Pieusse) ist eine mittelalterliche Burganlage in der französischen Gemeinde Pieusse, die zum Département Aude in der Region Okzitanien gehört. Sie ist eine Gründung der Grafen von Foix, und ihre Wurzeln reichen bis in die erste Hälfte des 12. Jahrhunderts  zurück. Im Jahr 1226 fand dort ein Konzil der Katharer statt, die während dieser Versammlung das Katharerbistum Razès gründeten. Später gehörte die Anlage bis zur Französischen Revolution den Erzbischöfen von Narbonne. Sie ist seit dem 14. Februar 1989 als Monument historique denkmalgeschützt.

## Geschichte
In einer Bulle des Papstes Calixt II. aus dem Jahr 1119 wurde eine Befestigung in Pieusse als castrum puncianum et ecclesiam erstmals erwähnt. Die heutige Burg ist jedoch etwas jünger und wurde zwischen 1140 und 1145 durch die Grafen von Foix erbaut. Bekannt ist die Anlage durch ein 1226 dort abgehaltenes Konzil der Katharer, auf dem das Katharerbistums Razès gegründet und Benoît de Termes zu dessen erstem Bischof gewählt wurde. Allerdings ist nicht klar, ob die Versammlung tatsächlich auf der Burg oder nur im Ort Pieusse stattgefunden hat. (Siehe auch: Katharerburgen)
Nach dem Ende des Albigenserkreuzzugs und dem Vertrag von Paris musste Graf Roger Bernard II. von Foix die Lehnshoheit über Pieusse an den französischen König Ludwig IX. abtreten. Der wiederum sprach es dem Erzbistum Narbonne zu, bei dem es bis zur Französischen Revolution verblieb. Ein Kopialbuch aus dem 14. Jahrhundert, das die erzbischöflichen Besitzungen auflistet, erwähnt, dass die Burg in Pieusse in gutem Zustand gewesen sei und zu ihr eine Obstwiese und zwei Weinkeller gehörten.
Während der Französischen Revolution konfisziert, wurde die Anlage 1791 als Nationaleigentum verkauft und erst als Wohnung, dann zu landwirtschaftlichen Zwecken genutzt. In den 1960er Jahren entdeckte der damalige Eigentümer Jacques Alins ein Dokument aus dem Jahr 1787, das Hinweise auf einen im Burgkeller versteckten Goldschatz enthielt. Aber weder ihm noch dem nachfolgenden Eigentümer François Sarda gelang es, diesen Schatz zu finden. Derweil war die gesamte Anlage stark vernachlässigt und heruntergekommen. Als Folge dessen stürzte 1987 ein Teil des Donjon genannten Vierecksturms ein.
Im Jahr 2014 kauften Jean-François & Frédérique Accart die Teilruine und begannen mit Instandsetzungsmaßnahmen. Ein 2015 gegründeter Freundeskreis zur Erhaltung der Burg unterstützte sie dabei. Seit 2016 sucht das Paar nun einen Käufer für die Anlage, weil es ihre weitere Restaurierung nicht finanzieren kann.

## Beschreibung

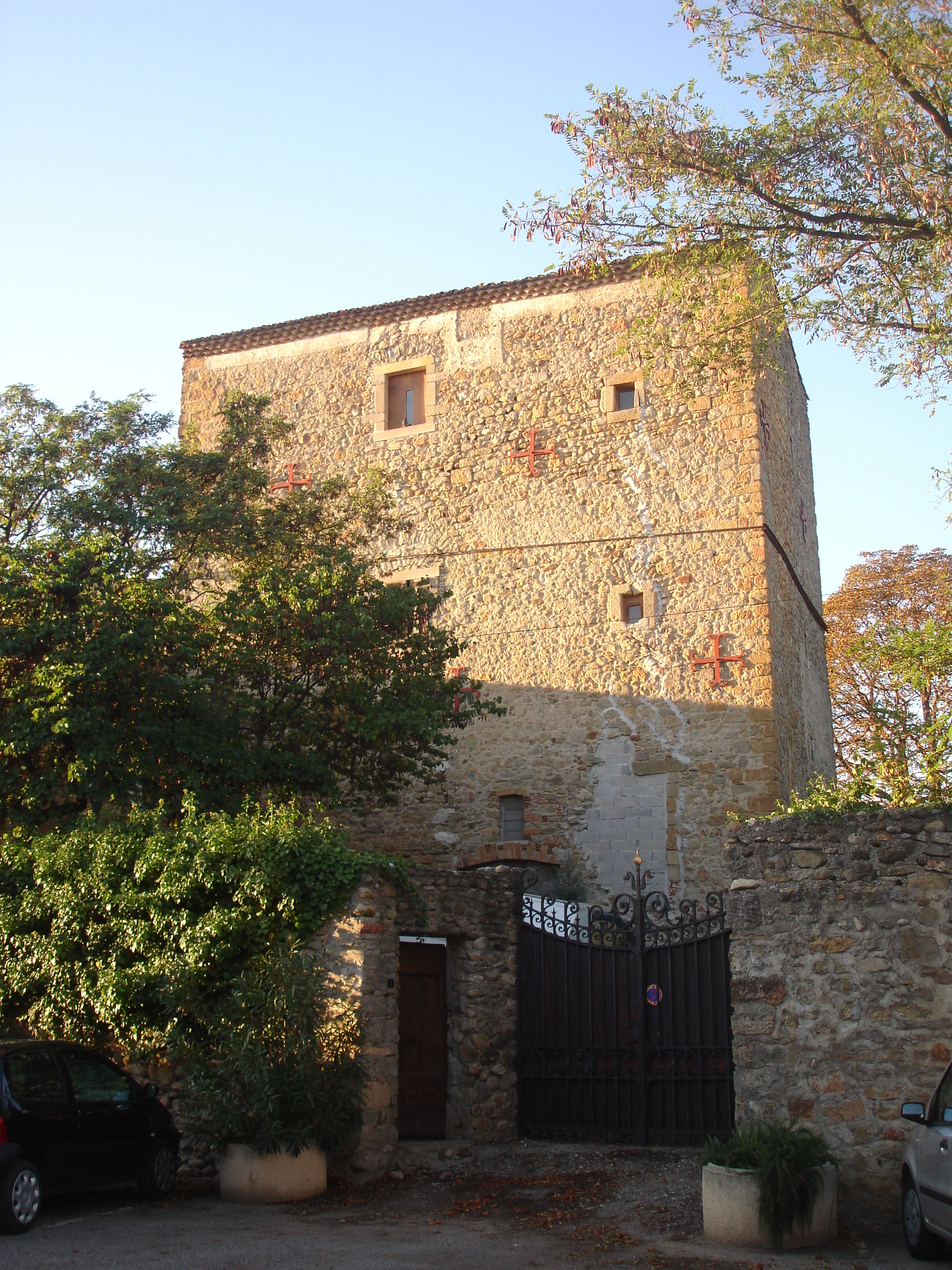
Der „Donjon“ der Burg

Die Anlage liegt strategisch günstig auf dem Gipfel eines Felsens, von dem man das Tal der Aude überblicken kann. Sie besitzt einen annähernd trapezförmigen Grundriss und ist von einer 120 Meter langen Ringmauer eingefasst. Im Burghof befindet sich ein Brunnen, der früher in Zeiten der Belagerung die Versorgung der Anlage mit Wasser sicherstellte. Einige noch erhaltene Nebengebäude der Teilruine wurden zu Wohnzwecken umgestaltet.
Mittelpunkt der Anlage ist ein viergeschossiger Turm, der Donjon genannt wird, obgleich er niemals eine Wehrfunktion erfüllt hat. Er misst etwa 11 × 7 Meter und ist von einem flachen Satteldach abgeschlossen. Seine Geschosse waren früher durch eine Treppe in der Südost-Ecke miteinander verbunden, doch das Treppenhaus stürzte in den 1980er Jahren ein. Die Nordfassade des Turms ist am besten erhalten. Dort finden sich im zweiten und dritten Obergeschoss gekuppelte Spitzbogenfenster, die in das 13. Jahrhundert datieren könnten.
Im Inneren des Turms hat sich in der ersten Etage eine bunt bemalte Balkendecke erhalten, die möglicherweise aus dem 13. Jahrhundert stammt und somit eine der ältesten erhaltenen Decken ihrer Art in der Region wäre. Sie zeigt neben geometrischen Figuren stilisierte Sterne und Wappenschilde, die früher wohl Waffen trugen, heute aber stark verwittert sind.